# SN 2002hc
SN 2002hc – supernowa typu II-L odkryta 23 października 2002 roku w galaktyce NGC 2559. W momencie odkrycia miała maksymalną jasność 17,00m.